# De Pretshow
De Pretshow was een in 2010 gelanceerde komische, enigszins leerrijke eigen productie van Ketnet.

## Formule
In elke losse aflevering worden semi-titelheld Pretman (bekend van de Pretroulette en gespeeld door acteur Kevin Bellemans) en zijn 'assistente' (in feite vaak eerder rivale en saboteur) Saartje 'Snaartje' van den Driessche geacht een beroemdheid te ontvangen, maar die wordt meestal jaloers door een van hen zelf afgewimpeld of zegt zelf af, en wordt soms vervangen door een minder beroemde.
Telkens wordt een vraag naar een historische periode gesteld door een schoolkind (buur, verwant of klasgenootje), waarop klunzig geantwoord wordt. Dankzij 'regisseur' Prethond en vraagbaak journaal-reporter Freek Braeckman komt er toch een leerrijk verhaal met historische context (het 'tijdsbericht'), zij het overdadig gelardeerd met zotternij, zoals in het boulevard-item De Pretloper.
De studio van de Pretshow bevindt zich zogezegd op de bovenste verdieping van de VRT-toren.
In elke aflevering keren dezelfde items terug, ook steeds in dezelfde volgorde:
- Het Pretjournaal, een parodie op het journaal op één, waarin een Pretreporter (ook een kind) de Slimste Mensquiz-winnaar en tv-journalist Freek Braeckman vragen stelt over het onderwerp van de dag.
- Het Tijdsbericht, een parodie op het weerbericht op één
- De Pretloper, een parodie op het voormalige VRT-boulevard-magazine De Rode Loper

Regelmatig is er ook de rubriek "Saaie verhalen met Dokter Saai", voornamelijk met betrekking tot dingen uit het verleden.
De gasten kunnen zowel fictieve als bestaande personen zijn. Echte BVs waren onder meer zanger Tom Dice, presentator en pianist Thomas Vanderveken.